# Kalamarînka, Krasîliv
Kalamarînka (în ucraineană Каламаринка) este un sat în comuna Șciîborivka din raionul Krasîliv, regiunea Hmelnîțkîi, Ucraina.

## Demografie
Componența lingvistică a localității Kalamarînka
     Ucraineană (100%)
Conform recensământului din 2001, toată populația localității Kalamarînka era vorbitoare de ucraineană (100%).